# ZT.AmstBos 2018

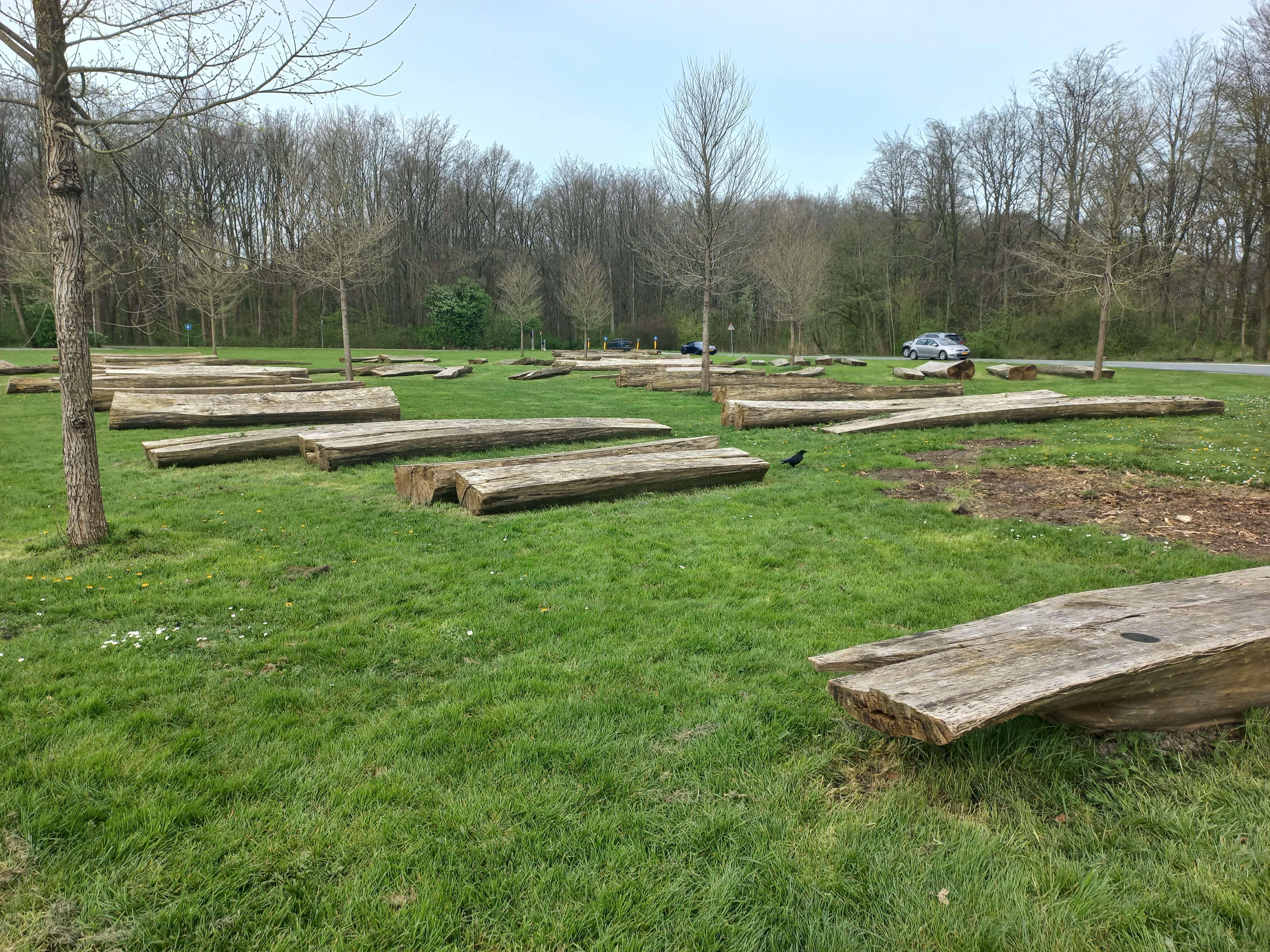
ZT.AmstBos 2018 (april 2024)

ZT.AmstBos 2018 is een natuurlijk en artistiek kunstwerk in het Amsterdamse Bos. Dat bos ligt op het grondgebied van Amstelveen maar wordt beheerd door gemeente Amsterdam.
Het is een werk van kunstenaar Tom Claassen. Claassen werd gevraagd de restanten van een aantal iepen om te vormen tot een kunstwerk. Gerooide iepen werden in de lengte- en breedterichting doorgezaagd. Hij legde de alle op verschillende manieren doorgezaagde stammen in een patroon van start- en landingsbanen van vliegvelden, regelmatig vliegen boven het veld vliegtuigen op Schiphol. Een andere inspiratie vormden knuppelpaden. Claassen zag dan wel de inspiratie terug, maar kon zich voorstellen dat andere toeschouwers er ook andere zaken in terugzagen. Zelf noemde hij nog een “verspoelde begraafplaats”, "scheepskerkhof", "opgegraven galjoenen" of "golfbrekers". ZT.AmstBos 2018 is echter niet alleen een kunstwerk, het is tevens een speeltoestel dan wel zitbank.
Het kunstwerk zal vanaf 2018 lang opgaan in de omgeving; het hout is onbewerkt. Terwijl het kunstwerk vergaat, groeit nieuwe aanplant er om heen.